# Carrete de volantín
El carrete de volantín es un artefacto rotatorio fabricado con madera o plástico que sirve para cambiar fácil y velozmente la longitud del hilo de los volantines y cometas en general. Posee un rodamiento, una manilla interior y generalmente seis orificios para maniobrarlo.

## Historia
Fue inventado en los años 1960 por el artesano chileno Guillermo Prado para manejar el volantín —la versión chilena de la cometa— en el taller de su casa, en la comuna de Quinta Normal en la ciudad de Santiago. Antes del carrete de volantín, estos se manejaban a mano, manteniendo el hilo en un ovillo que daba vueltas en todas direcciones o en envases plásticos artesanales, lo que dificultaba enrollarlo. Mejoró la maniobrabilidad del mismo y permitió la creación de la técnica «comisión a la recogida» en el deporte urbano del volantinismo. Este producto tuvo distribución internacional y no fue patentado por su creador.